# 傑克·波爾
傑克·波爾（英語：Jake Ball；1991年6月21日—）是一位威爾斯橄欖球運動員。他是威爾斯國家橄欖球隊的一員，代表威爾斯參加了2015年世界盃橄欖球賽。